# Rodolfo Hernández

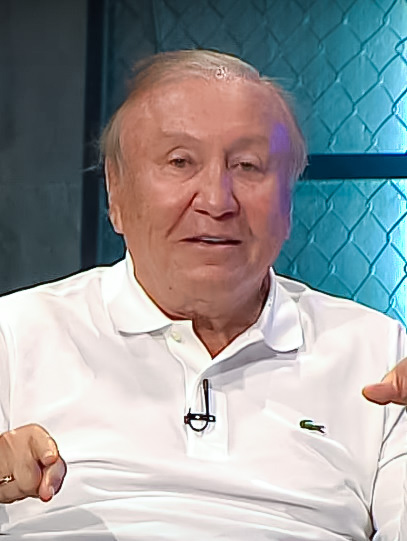
Rodolfo Hernández, 2020

Rodolfo Hernández Suárez (* 26. März 1945 in Piedecuesta, Departamento Santander; † 2. September 2024 ebenda) war ein kolumbianischer Bauingenieur, Geschäftsmann und Politiker.
Er begann seine Ausbildung an der Grundschule in Piedecuesta und studierte Bauingenieurwesen an der Nationalen Universität von Kolumbien in Bogotá. In den 1970er bis 1990er Jahren arbeitete er als Bauunternehmer mit seinem Unternehmen Constructora HG, insbesondere im Bereich des Baus von Sozialwohnungen. Sein Vermögen liegt bei rund 100 Millionen Dollar. 2016 wurde er Bürgermeister der Stadt Bucaramanga. 2019 trat er zurück, nachdem er wegen illegaler politischer Propaganda von seinem Amt suspendiert worden war.
Politisch wird Hernández dem rechten Flügel zugeordnet. Im Mai 2022 kandidierte er als Außenseiter bei den Präsidentschaftswahlen, nachdem er mehr als eine Million Unterschriften für seine Bewegung „Liga de Gobernantes Anticorrupción“ (LIGA) gesammelt hatte. Nach einem überraschenden Anstieg in den Umfragen, der ihn auf Augenhöhe zum konservativen Kandidaten Federico Gutiérrez brachte, erhielt Hernández im ersten Wahlgang mehr als 28 Prozent der Stimmen und wurde Zweiter hinter Gustavo Petro, gegen den er in der Stichwahl am 19. Juni verlor.
Hernández politisches Programm richtete sich stark auf den Kampf gegen Korruption. Allerdings liefen gegen Ende seines Lebens gegen ihn selbst Ermittlungen wegen des Vorwurfs der Bestechung, die am 14. März 2024 in eine Verurteilung mündeten.
Hernández starb am 2. September 2024 im Alter von 79 Jahren.